# Plonévez-Porzay
Plonévez-Porzay (en bretó Plonevez-Porzhe) és un municipi francès, situat a la regió de Bretanya, al departament de Finisterre. L'any 2006 tenia 1.656 habitants. Limita amb Ploéven i Cast al nord, Quéménéven a l'est i amb Locronan i Kerlaz al sud.

## Demografia
| 1962                                       | 1968  | 1975  | 1982  | 1990  | 1999  | 2007  |
| ------------------------------------------ | ----- | ----- | ----- | ----- | ----- | ----- |
| 1.620                                      | 1.527 | 1.533 | 1.643 | 1.663 | 1.582 | 1.666 |
| Des de 1962: població sense dobles comptes |       |       |       |       |       |       |

## Administració
| Període   | Identitat      | Partit |
| --------- | -------------- | ------ |
| 2001-2008 | Yves Le Gac    |        |
| 1989-2008 | Paul Divanac'h |        |